# Mary Paz Pondal
Mary Paz Pondal (8 de octubre, Oviedo, Asturias, 1942) es una actriz española de teatro, cine y televisión. Con una larga carrera profesional ha trabajado con directores emblemáticos como Luis Buñuel, José María Forqué, José Luís Garci y Narciso Ibáñez Serrador, entre otros.

## Trayectoria
Con una vocación temprana, durante su infancia y juventud actuó en numerosos festivales benéficos por Asturias. A los dieciséis años se trasladó a Madrid, para estudiar Arte Dramático con Mercedes Prendes, obteniendo un sobresaliente. Sus primeros pasos profesionales los dio en 1956 junto a Milagros Leal en la pieza La Celestina, dando vida al personaje de Melibea.
Tres años después debutó en el cine en 1959 en un pequeño papel secundario de la película El Lazarillo de Tormes, de César Fernández Ardavín. Se trató del primero entre más de medio centenar de títulos rodados en los siguientes 50 años. También tuvo una intensa carrera en TVE. A lo largo de su filmografía, la actriz tuvo ocasión de interpretar diversos géneros, que abarcan desde el drama (Canción de cuna, 1961, de José María Elorrieta; El camino, 1963, de Ana Mariscal) a la comedia (El astronauta, 1970, de Javier Aguirre; La graduada, 1971, de Mariano Ozores; El padre de la criatura, 1972, de Pedro Lazaga, junto a Paco Martínez Soria; Las autonosuyas, 1983, de Rafael Gil). Tuvo además ocasión de formar parte del reparto de una de las obras maestras de Luis Buñuel Tristana (1970).
Algunas de los películas en las que participó fueron premiadas en el Festival de Televisión de Montecarlo: Historias de la Frivolidad,  telefilme dirigido por Narciso Ibáñez Serrador fue premiada en 1968 y Un nuevo Rey Midas de Pedro Amalio López con una mención especial en 1969.
Su actividad teatral ha sido igualmente intensa. Debutó a los catorce años en el teatro San Fernando de Sevilla, con el personaje de Melibea, y acompañando a Milagros Leal que hacía de alcahueta, dirigidos por José Osuna.  Desde principios de la 1960 actuó en los principales escenarios madrileños junto a actores de la talla de Juanjo Menéndez (en El pecado vive arriba, 1960), Jorge Vico (en Los inocentes de la Moncloa, 1964), Antonio Casal (en ¡Quiero ver a Miusov!, 1966). También desarrolló papeles memorables en ¡Ay Molinera! dirigido por Luis Escobar en el Teatro Reina Victoria; Su presencia sobre las tablas se prolonga durante más de cuatro décadas, y trabaja también con cómicos como Manolo Codeso en No despiertes a la mujer de tu prójimo (1970) o Zori y Santos en A media luz los tres (1977).
En los 80 encabezó, junto a Carlos Lemos, la compañía de teatro Tirso de Molina, con la que puso en escena, entre otras piezas, El baile (1982), de Edgar Neville. En la década de 1990 se dedicó a la lectura de recitales de poesía de los autores Antonio Machado, Federico García Lorca y Miguel Hernández, regresando a la interpretación en 1999 con La novia del príncipe, de Juan José Alonso Millán, junto a Juanito Navarro.
Estuvo casada con el director teatral Fernando Pereira entre 1972 y 2004 fecha de fallecimiento de él. Tuvieron un hijo.

## Teatro (selección)
- El pecado vive arriba (1960).
- Los inocentes de la Moncloa (1964).
- ¡Quiero ver a Miusov! (1966).
- Ay molinera (1967).
- La viuda de Dupont (1968).
- La Celestina (1969).[9]
- No despiertes a la mujer de tu prójimo (1970).
- El afán de cada noche (1975).
- A media luz los tres (1977).
- El baúl del los disfraces (1982)
- El baile (1982)
- La decente (1988).
- El rayo (1990).
- Don Juan Tenorio (1990).
- La novia del príncipe (1999).
- Gente guapa... gente importante (2000).[10]
- Covid 19 (2020)